# Eddy Vilard
Eddy Vilard, nato Manuel Eduardo Villasana Ruiz (Cancún, 2 novembre 1988), è un attore messicano.

## Filmografia parziale
- Rebelde - telenovela (2004-2005)
- Lola, érase una vez (2007)
- Alma de hierro (2008-2009)
- Amor bravío (2012)
- Hasta el fin del mundo (2014-2015)
- Antes muerta que Lichita (2015-2016)
- Tres veces Ana (2016)